# فتيات طوكيو الحالمات
فتيات طوكيو الحالمات (باليابانية: 東京タラレバ娘)  هي مانغا جوسيه كتبت ورسمت من قبلأكيكو هيغاشيمورا ‏ وقد تم نشرها من قبل كودانشا في مجلة المانغا كيس من مارس 2014 حتى أبريل 2017. تم تحويلها ل دراما يابانية مكونة من 10 حلقات في 2017 من قبل قناة نيبون من يناير حتى مارس 2017.

## القصة
رينكوو، كاتبة تعيش في طوكيو لا تزال غير متزوجة في سن 33. لا تزال غير راضية عن حياتها العاطفية والعملية وغالباً ما تخرج لتناول المشوربات مع  كاوري وكويوكي، أفضل أصدقائها منذ المدرسة الثانوية. في أحد الأيام عندما يذهب ثلاثتهن للشرب في إيزاكايا ويتذمرن حول الرجال الذين قاموا بمواعدتهن كالعادة، رجل وسيم غامض مع شعر أشقر يأتي ويخبرهم سبب بقائهن غير متزوجوات هو أنهم يتحدثون فقط عن «إذا كنت قد فعلت...» أو «لو كان. ..». بعد ذلك، رينكو يدور في بالها أنها تريد الزواج بحلول عام 2020، وهو حين تبدء الألعاب الأولمبية الصيفية 2020 في طوكيو.

## الشخصيات
Rinko Kamata (鎌田 倫子 Kamata Rinko)
Kaori Yamakawa (山川 香)
Koyuki Torii (鳥居 小雪)
Haruki Kagitani (
Tetsuro Hayasaka (早坂 哲郎)
Ryo Samejima (鮫島 涼)
Mami Shibata (芝田 マミ)
Portrayed by: Ren Ishikawa
Yasuo Torii (鳥居 安男)
Portrayed by: Akio Kaneda
Yoshio Marui (丸井 良男)
Portrayed by: Kei Tanaka
Tara (タラ)
أداء صوتي: Ryo Kato
Reba (レバ)
أداء صوتي: Ayaka Nishiwaki

## وصلات خارجية
- Tokyo Tarareba Girls at Kodansha USA
- الموقع الرسمي
 (باليابانية)
- فتيات طوكيو الحالمات على موقع ANN manga (الإنجليزية)